# François Batbedat
Pour les personnes ayant le même patronyme, voir Batbedat.
François Batbedat, né à Bayonne le 1er avril 1745, mort à Vicq dans les Landes le 20 novembre 1806, est un négociant, armateur, homme politique, littérateur gascon, et pionnier du boisement des Landes.
Il traduit une partie des Fables de La Fontaine en gascon. Négociant, il est aussi armateur et agent de change. Propriétaire terrien, il encourage l'agriculture, écrit pour promouvoir l'élevage des chevaux. Il introduit dans les Landes et y répand le pin sylvestre à la fin du XVIIIe siècle et au début du XIXe siècle, contribuant ainsi à développer la forêt des Landes.
Sous le Consulat, François Batbedat devient président du conseil général des Landes. Ensuite maire de Bayonne sous le Premier Empire, il est proposé comme député au Corps législatif par le département des Landes en 1806 mais son élection n'est pas validée par le Sénat conservateur.

## Biographie

Armes des Batbedat

François Batbedat est le fils de Jean-Baptiste Batbedat, négociant, et de Marie Lalanne,. Sa famille, originaire de Vicq d'Auribat, s'est fixée à Bayonne à l'époque de son grand-père François Batbedat ; son arrière-grand-père Bernard Batbedat a fait enregistrer ses armes « de gueules à trois bandes d'or » à l'Armorial général de 1696.

### Négociant et armateur
François Batbedat est négociant à Bayonne, à Vicq et à Dax. « Homme à multiples facettes », il est également armateur, agent de change en 1773, et même homme d'armes en 1777.

### Fables en gascon
Amateur de lettres, il fait paraître en 1776 une traduction en gascon des Fables de La Fontaine. Il est d'abord considéré comme l'auteur de l'ensemble de la traduction des fables, puis une controverse a lieu au XIXe siècle sur l'attribution de ces traductions, qui semble se conclure par une attribution à différents auteurs plutôt qu'à un seul, notamment sur la base des différences de style : si certaines fables ont bien été traduites par lui, d'autres l'ont été par l'abbé Lescat, qui a déjà fait paraître un recueil en 1771 ; les autres par l'abbé Daretche et par Dubourg,,. Cet ouvrage est encore réédité en 1980 et 2005.

### Agriculture, élevage, sylviculture

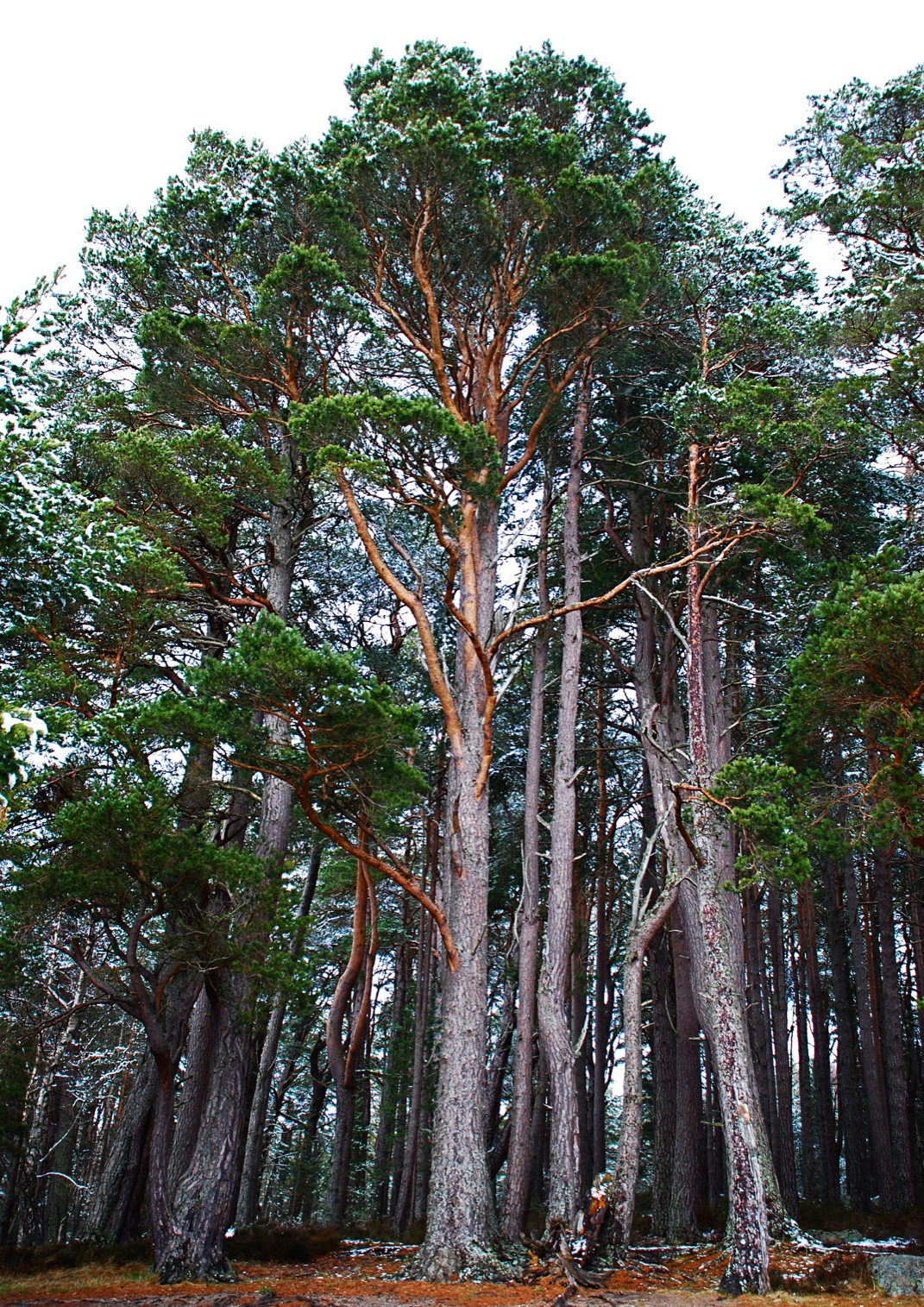
Il introduit dans les Landes le pin sylvestre.

En plus de ses affaires de Bayonne, François Batbedat est propriétaire terrien à Vicq-d'Auribat où il gère plusieurs propriétés, et s'intéresse à l'agriculture et à l'élevage ; il est membre correspondant de la Société d'agriculture de la Seine, et l'un des fondateurs en 1797 de la Société d'agriculture des Landes. Il s'intéresse particulièrement à l'amélioration de la race chevaline et du bétail,. Il aide à introduire d'Espagne et à acclimater les mérinos. 
C'est au sujet des chevaux qu'il écrit en 1791 le Mémoire badin sur un sujet sérieux. Musset-Pathay, dans sa Bibliographie, indique que ce « sujet sérieux » porte sur les haras. Sous une apparence frivole, Batbedat démontre que le sol landais et le climat local sont particulièrement propices à l'élevage des chevaux, ce qui se vérifiera au XIXe siècle.
Sur ses terres de Garrosse dans les Landes, il importe le pin sylvestre alors appelé « pin de Riga », particulièrement réputé pour les mâtures, réussit à l'acclimater et à le faire prospérer : « Le commerce de Bayonne se rappelle encore qu’en 1782, quatre tiges de pin de Riga qui avaient 70 à 75 pieds de longueur et deux pieds d’équarrissage, furent vendus 11 800 livres par M. François Batbedat. » Il en met à disposition les graines qu'il produit. Pendant les cinquante ans qui suivent, ses pins se multiplient,,, mais en participant peu au boisement des Landes de Gascogne de 1857, étant moins adaptés que le pin maritime.

### Carrière politique, député invalidé
Pendant la Révolution, Batbedat se retire à Vicq où il devient agent national en l'an IV (1796). Trois ans après, il est adjoint municipal en l'an VII, puis maire au début du Consulat, conseiller général des Landes à partir de l'an IX (1801), et président du collège électoral de l'arrondissement de Dax,. Il préside le conseil général des Landes de juin 1803 à avril 1804.
Revenu à Bayonne, il en devient maire,. François Batbedat est élu député au Corps législatif en l'an XIV (1806) par le département des Basses-Pyrénées, mais il ne siège pas, son élection n'est pas ratifiée par le Sénat ; les sources ne précisent pas la raison de cette invalidation. 
Il meurt en 1806.

### Mariage, postérité
Il épouse à Bayonne en 1772 Joséphine Victorine Romaine Larue. 
- Ils ont parmi leurs enfants :
  - Victoire Romaine Batbedat, née en 1783, qui épouse en 1807 Justin Lefranc, secrétaire de préfecture ; ils sont les parents de :
    - Victor Lefranc (1809-1883), avocat, député, ministre de l'Agriculture et du Commerce, ministre de l'Intérieur, sénateur[18].

Par sa sœur Suzanne Batbedat, il est le grand-oncle de Charles Duclerc (1812-1888), ministre des Finances, président du Conseil et ministre des Affaires étrangères. Il est aussi le grand-oncle d'Antoine d'Argout (1782-1858), ministre de la Marine, du Commerce, de l'intérieur, des Finances.

## Œuvres
- Fables causides de La Fontaine en bers gascouns, por F. Batbedat de Vicq, Daretche, Dubourg et Lesca, Bayonne, P. Fauvet-Duhard, 1776 ; rééd. Dax, 1891 ; rééd. Bayonne, Édition librairie Limarc, 1980  (ISBN 1117302741 et 978-1117302744) ; rééd. Bouhet, la Découvrance éd., 2005, 106 pages  (ISBN 2-84265-364-5).
- Mémoire badin sur un sujet sérieux, dédié aux campagnards et aux curés du département des Landes, Londres et Dax, Leclecq, s.d. (1791), 16 pages.